# クリスティン・サザーランド
クリスティン・サザーランド（Kristine Sutherland、1955年4月17日 - ）は、アメリカ合衆国の女優。

## 人物
バフィー 〜恋する十字架〜シリーズのジョイス・サマーズで知られている。

## 出演作品
- ザ・フォロイング
- ニュー・アムステルダム
- ミクロキッズ
- バフィー 〜恋する十字架〜 シリーズ（ジョイス・サマーズ）